# De Tomaso P72
Der De Tomaso P72  ist ein Mittelmotor-Supersportwagen unter der Marke De Tomaso. Die Marke gehört seit 2015 einem chinesischen Unternehmen. Der Wagen wurde im Juli 2019 auf dem Goodwood Festival of Speed präsentiert; die Produktionszahl ist auf 72 Stück limitiert.

## Geschichte
Das in Goodwood zum 60-jährigen Jubiläum der Marke vorgestellte Fahrzeug hatte einen V12-Motor. Name und Design des Wagens lehnen sich an den 1964 von Carroll Shelby und Alejandro de Tomaso entwickelten Prototyp De Tomaso P70 an. Das Chassis für den P72 wurde für den Apollo IE zusammen mit HWA und dem 2007 gegründeten Capricorn aus Düsseldorf entwickelt. Im Januar 2021 ging der Anbieter für die Produktion eine Partnerschaft mit Capricorn ein. Die ersten Auslieferungen waren zunächst für 2023 geplant und sollen nun 2025 erfolgen.

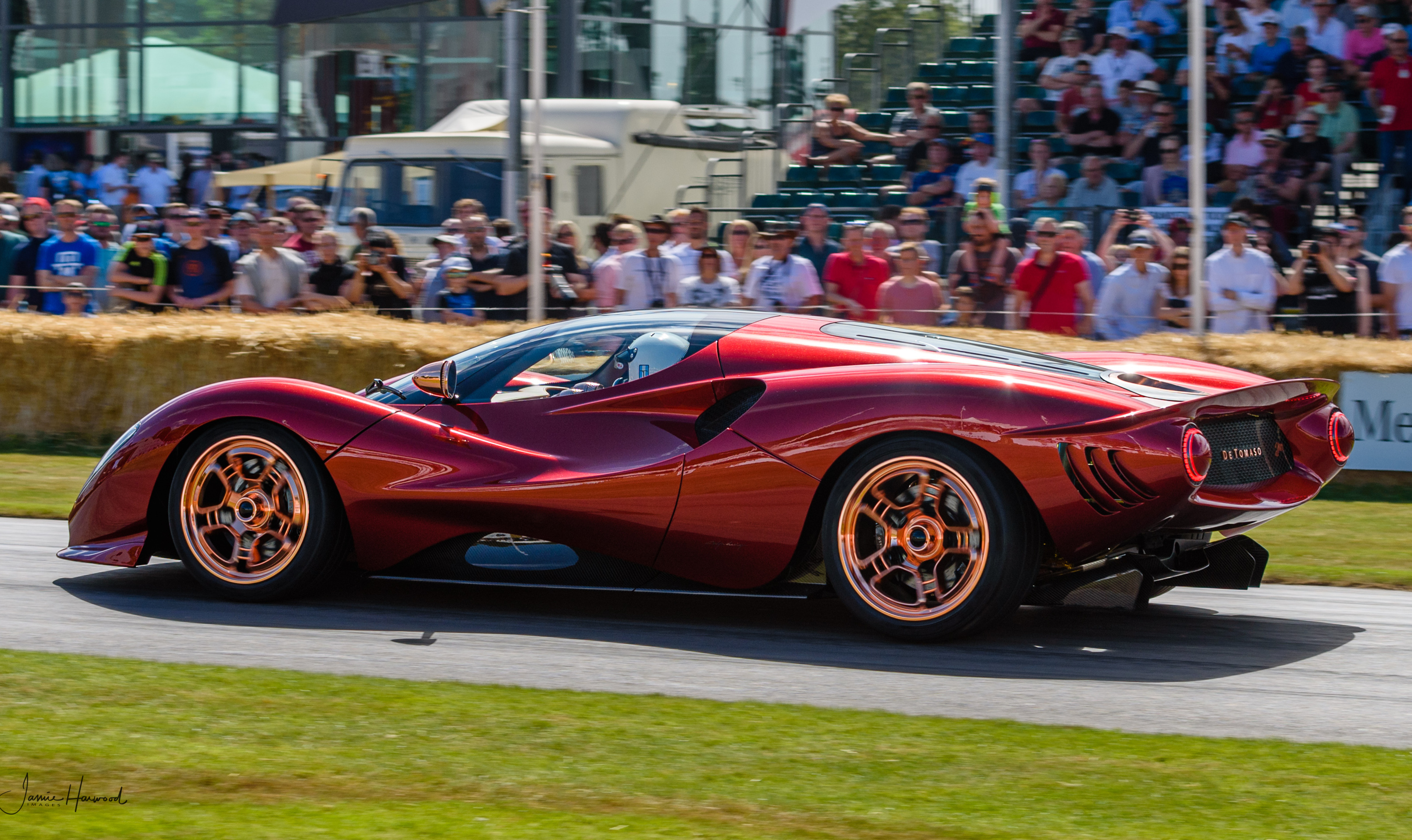
De Tomaso P72, vorn auch seitlich dem P70 ähnlich,[4] Goodwood 2019
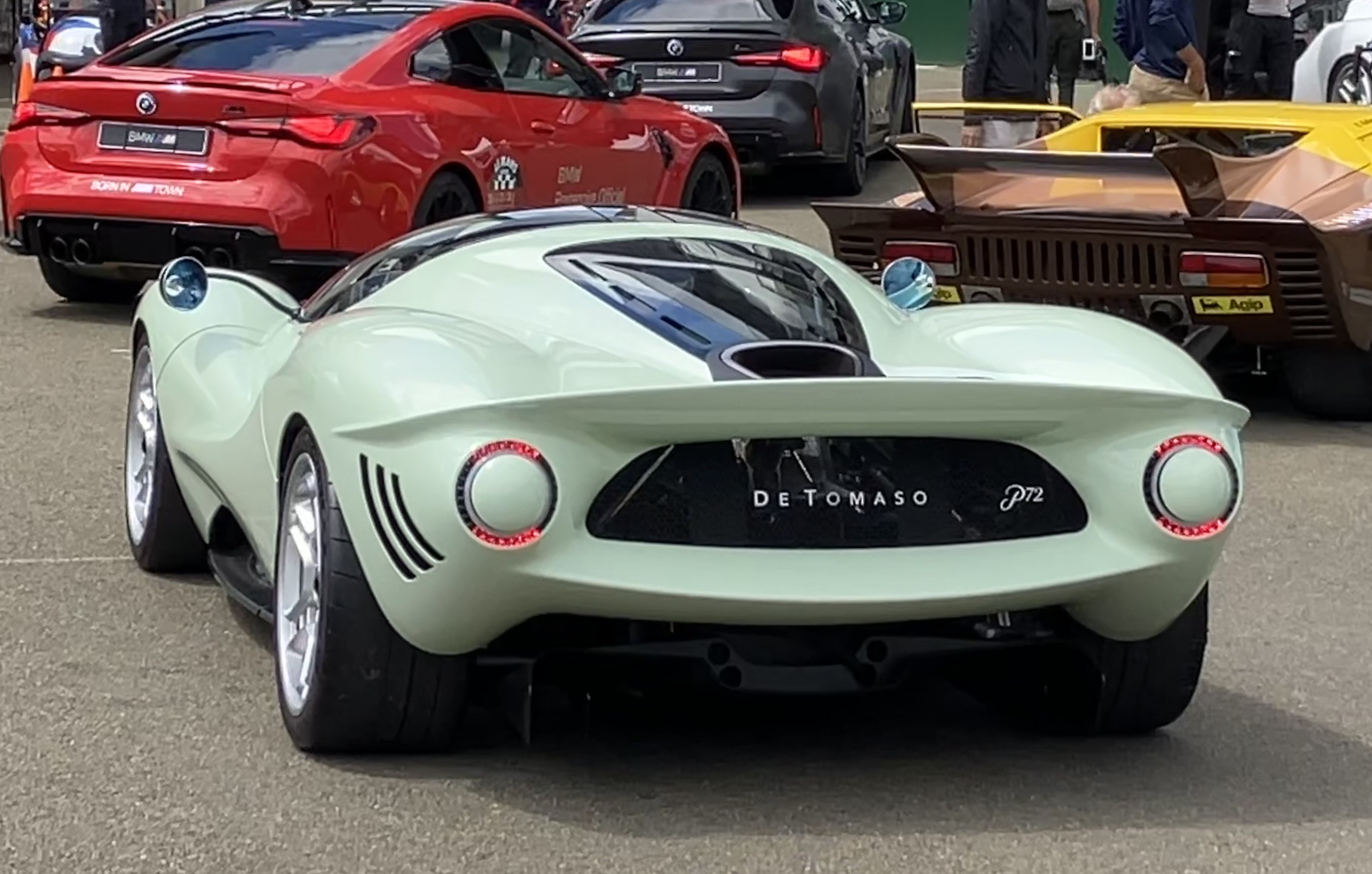
Heck mit obenliegendem Auspuff, Le Mans 2022
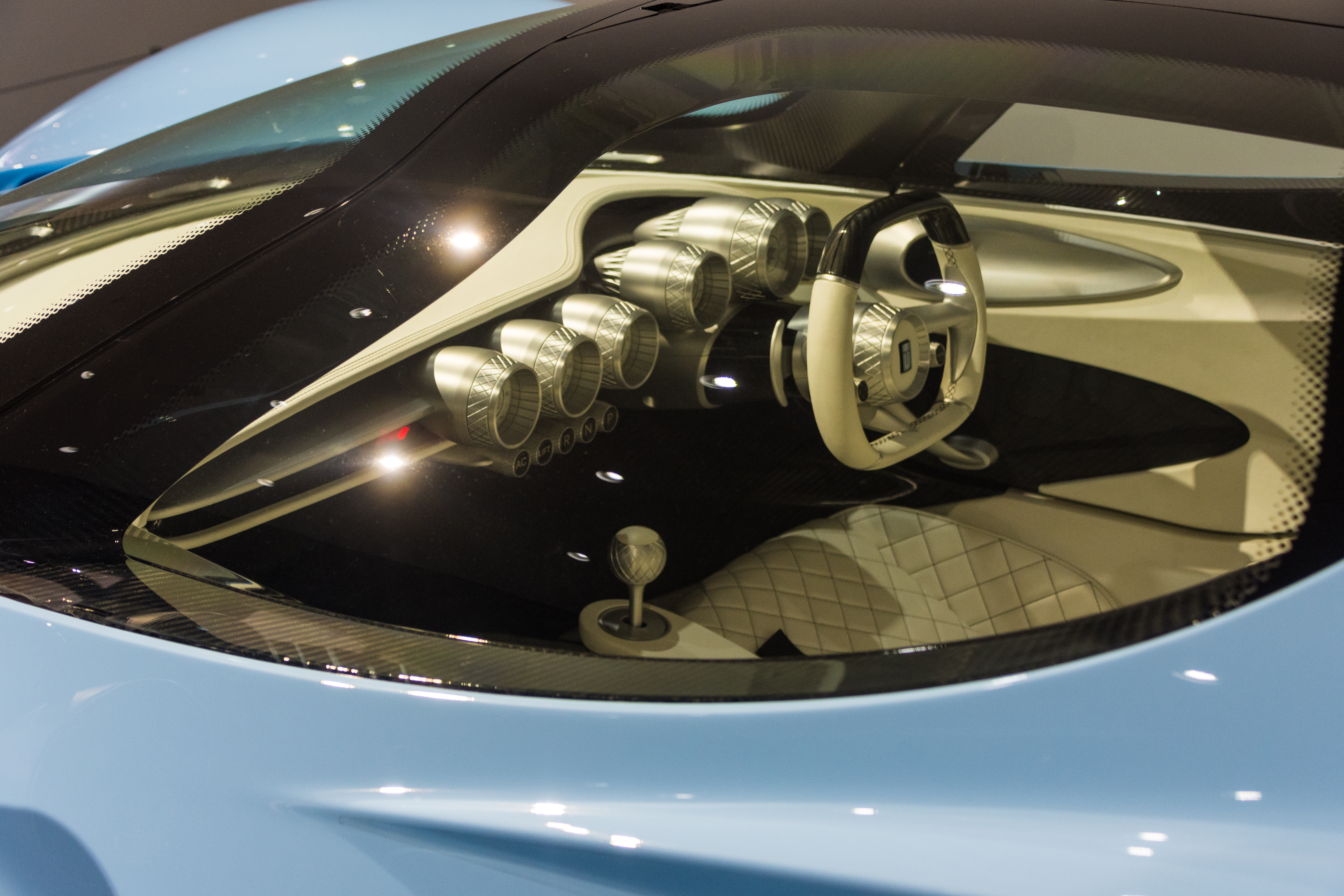
Prototyp, Armaturentafel

## Technik
Das Chassis des De Tomaso P72 besteht aus Kohlenstofffaserverstärktem Kunststoff. Es wiegt lediglich 105 kg. Die Karosserie hat Schmetterlingstüren. Im Innenraum sind anders als beim Prototyp unter anderem die Gehäuse der Instrumente kupferfarben.

### Antrieb
Der P72 hat einen 5,0-Liter-V8-Ottomotor mit Kompressor. Der Motor kommt wie bei vielen früheren De-Tomaso-Modellen im Wesentlichen von Ford, der Kompressor vom US-amerikanischen Tuner Roush. So leistet der Motor 515 kW (700 PS) und hat ein maximales Drehmoment von 825 Nm. Seine Kraft wird über ein handgeschaltetes Sechsganggetriebe an die Hinterräder abgegeben.

### Technische Daten
|                                             | De Tomaso P72                                              |
| Bauzeitraum                                 | seit 2024                                                  |
| Motorkenndaten                              |                                                            |
| Motortyp                                    | V8-Ottomotor, Grundmotor Ford Coyote (Ford Modular Engine) |
| Gemischaufbereitung                         |                                                            |
| Motoraufladung                              | Kompressor                                                 |
| Hubraum                                     | 5,0 l                                                      |
| max. Leistung bei min−1                     | 515 kW (700 PS) / 7500                                     |
| max. Drehmoment bei min−1                   | 825 Nm / n.n.                                              |
| Kraftübertragung                            |                                                            |
| Getriebe                                    | Sechsgang-Schaltgetriebe                                   |
| Antrieb                                     | Hinterradantrieb                                           |
| Messwerte                                   |                                                            |
| Höchstgeschwindigkeit                       | n.n.                                                       |
| Beschleunigung, 0–100 km/h                  | n.n.                                                       |
| Tankinhalt                                  |                                                            |
| Kraftstoffverbrauch auf 100 km (kombiniert) |                                                            |
| CO2-Emissionen (kombiniert)                 |                                                            |
| Abgasnorm                                   | Erfüllen der Europa- und USA-Anforderungen angestrebt.     |